# デイヴィッド・リンジー (第10代クロフォード伯爵)
第10代クロフォード伯爵デイヴィッド・リンジー（英語: David Lindsay, 10th Earl of Crawford PC、1527年頃 – 1574年秋）は、スコットランド貴族。

## 生涯
アレグザンダー・リンジー（Alexander Lindsay、1542年11月27日没、第8代クロフォード伯爵デイヴィッド・リンジーの息子）と3人目の妻イソベル・ランディ（Isobel Lundy、1550年2月2日以前没）の息子として、1527年頃に生まれた。
父アレグザンダーは父殺しで1531年に有罪判決を受け、爵位の継承権を失ったが、祖父により指名された継承者である第9代クロフォード伯爵デイヴィッド・リンジーは次代のクロフォード伯爵に自身の息子ではなく、継承権を失っていたアレグザンダーの息子デイヴィッドを指名した。これにより、1554年5月23日に祖父の継承者として承認され、1558年9月20日に第9代クロフォード伯爵が死去するとクロフォード伯爵位を継承した。しかし、第10代クロフォード伯爵はクロフォード伯爵位の新しい特許状を作成させ、その継承権者を自身の男女両系の相続人(heirs general of his body)に限定した。これにより、第10代クロフォード伯爵の女系相続人が第9代クロフォード伯爵の直系男系男子に優先するという状況になったが、スコットランド女王メアリーは1565年3月22日に新しい特許状の無効を宣言、継承権を元に戻した。
1565年7月29日のスコットランド女王メアリーとダーンリー卿ヘンリー・ステュアートの結婚式で女王の酌取り(Cupbearer to the Queen)を務め、同年10月29日にスコットランド枢密院の枢密顧問官に就任した。後にメアリーがロッホ・リーヴェン城に幽閉されると、彼女の救出を計画する貴族がダンバートンに集まったが、第10代クロフォード伯爵もその1人だった。
1568年のラングサイドの戦いではメアリーを支持したが、ほかの北部諸侯と同じく到着が遅れて参戦できなかった。これにより同年7月23日に反乱者として非難されたが、1569年5月6日にスコットランド王ジェームズ6世と摂政の初代マリ伯爵ジェームズ・ステュアートへの忠誠の盟約に署名したことで恩赦された。
1574年に死去、ダンディーで埋葬された。同名の息子デイヴィッドが爵位を継承した。

## 家族
1546年にフィンヘイヴンで盛大な結婚式を挙げ、マーガレット・ビートン（Margaret Beaton、1574年以降没、デイヴィッド・ビートンの娘）と結婚、5男1女をもうけた。
- デイヴィッド（1557年頃 – 1607年） - 第11代クロフォード伯爵
- ヘンリー（1623年没） - 第13代クロフォード伯爵
- ジョン（1609年1月6日没） - マーガレット・キース（Margaret Keith、1602年1月没）と結婚。その後、キャサリン・リンジー（Katherine Lindsay、1615年以降没、メンミュア卿ジョン・リンジー（英語版）の娘）と再婚、子供あり。3人の息子は全員スウェーデン王グスタフ2世アドルフの部下として軍人の道を歩み、戦死した
- アレグザンダー（英語版）（1607年没） - 初代スピニー卿
- ジェイムズ（1564年以降 – 1597年以降）